# Мешково (Омская область)
Мешково — деревня в Большереченском районе Омской области. Входит в состав Евгащинского сельского поселения.

## История
В 1928 г. состояла из 115 хозяйств, основное население — русские. В составе Евгащинского сельсовета Евгащинского района Тарского округа Сибирского края.

## Население
| 1926 | 2002 | 2010 | 2021 |
| ---- | ---- | ---- | ---- |
| 560  | ↘238 | ↘185 | ↘98  |

Национальный состав
Согласно результатам переписи 2002 года, в национальной структуре населения русские составляли 92 %.